# Anthophora laevigata
Anthophora laevigata är en biart som beskrevs av Maximilian Spinola 1808. Anthophora laevigata ingår i släktet pälsbin, och familjen långtungebin. Inga underarter finns listade i Catalogue of Life.